# StAX
StAX(Streaming API for XML)는 XML 문서를 처리하는 자바 API로서, 기존 DOM 및 SAX에 추가된 API이다.
기존 XML API는 2가지 방식이었다.
- 트리 기반 : 문서 전체를 트리(Tree) 구조로 메모리로 읽어서 랜덤하게 접근이 가능하다.
- 이벤트 기반 : 문서의 한 항목식 이벤트가 발생하여 응용 프로그램에서 처리한다.

2가지 방식은 각각 보완작용을 한다. 트리 기반(DOM)은 문서의 구조 해석이 가능하고, 이벤트 기반(SAX)은 메모리를 적게 사용하면서 신속한 작동이 가능하다.
StAX는 이러한 방식의 중간 방식으로 설계되었다. StAX 방식은 프로그램의 동작점, 즉 문서의 한지점을 가리키는 커서가 있는 방식이다. 이러한 이유로 응용 프로그램은 필요에 따라 정보를 추출할 수 있게 된다. (pull 형) 이것이 기존 SAX와 같은 이벤트 기반 API와 다른 점이다. SAX는 파서에서 응용 프로그램으로 데이터를 보내는 방식이다. (push형)

## 예시
JSR-173 사양 최종판, V1.0 (공정 이용으로 사용됨).
인용:
다음 자바 API는 커서 접근에서 XML을 읽기 위한 메인 메소드를 보여준다.
```
public
 
interface
 
XMLStreamReader
 
{

    
public
 
int
 
next
()
 
throws
 
XMLStreamException
;

    
public
 
boolean
 
hasNext
()
 
throws
 
XMLStreamException
;

    
public
 
String
 
getText
();

    
public
 
String
 
getLocalName
();

    
public
 
String
 
getNamespaceURI
();

    
// ...other methods not shown

}

```

API의 기록 사이드에는 StartElement와 EndElement 이벤트 타입을 위한 읽기 사이드와 일치하는 메소드가 있다.
```
public
 
interface
 
XMLStreamWriter
 
{

    
public
 
void
 
writeStartElement
(
String
 
localName
)
 
throws
 
XMLStreamException
;

    
public
 
void
 
writeEndElement
()
 
throws
 
XMLStreamException
;

    
public
 
void
 
writeCharacters
(
String
 
text
)
 
throws
 
XMLStreamException
;

    
// ...other methods not shown

}

```

5.3.1 XMLStreamReader
이 예제는 인풋 팩토리를 인스턴스화하고 리더를 만들고 XML 문서의 요소들을 반복시키는 방법을 기술한다.
```
XMLInputFactory
 
xmlInputFactory
 
=
 
XMLInputFactory
.
newInstance
();

XMLStreamReader
 
xmlStreamReader
 
=
 
xmlInputFactory
.
createXMLStreamReader
(...);

while
 
(
xmlStreamReader
.
hasNext
())
 
{

    
xmlStreamReader
.
next
();

}

```

## 같이 보기
- 문서 객체 모델
- Simple API for XML